# Seznam slovaških šahistov
Seznam slovaških šahistov.

## F
- Ľubomír Ftáčnik

## K
- Júlia Kočetková

## M
- Ján Markoš

## P
- Regina Pokorná

## R
- Eva Repková
- Ivan Vladimir Rohaček

## Z
- Leo Zobel